# Aero L-159 Alca
Aero L-159 ALCA (Advanced Light Combat Aircraft - napredno lahko bojno letalo) je češko enomotorno večnamensko lahko lovsko letalo. Razvit je bil iz trenažerja Aero L-59 Super Albatros. Glavni uporabnik so Češke letalske sile.
Razvoj se je začel leta 1992. Letalo uporablja zahodno avioniko in motorje. Aprila 1995 so Češke letalske sile naročile 72 letal.
Prvi let je bil 4. avgusta 1997.

## Tehnične specifikacije (L-159A)
Podatki iz Jane's All The World's Aircraft 2003–2004
Splošne karakteristike
- Posadka: 1 (L-159A), 2 za (L-159B, L-159T1)
- Dolžina: 12,72 m (41 ft 8¾ in)
- Razpon kril: 9,54 m (31 ft 3½ in)
- Višina: 4,87 m (16 ft)
- Površina kril: 18,80 m² (202,4 sq ft)
- Aeroprofil: NACA 64A-012
- Vitkost: 4,8:1
- Teža praznega letala: 4350 kg (9590 lb)
- Maks. vzletna teža: 8000 kg (17637 lb)
- Pogon letala: 1 × Honeywell F124-GA-100 turbofan, 28,2 kN (6330 lbf)

 Zmogljivost 
- Neprekoračljiva hitrost: 960 km/h (518 vozlov, 596 mph)
- Maks. hitrost: 936 km/h (505 vozlov, 581 mph) na nivoju morja, v čisti konfiguraciji
- Hitrost porušitve vzgona: 185 km/h (100 vozlov, 115 mph)
- Doseg: 1570 km (848 nmi, 975 mi) Z maks. notranjim gorivom
- Bojni radij: 565 km (305 nmi, 351 mi) način nizko-nizko-nizko, 2× Mark 82 bomb, 2× AIM-9 Sidewinder in 2× 500 L odvrgljivi rezervoraji
- Višina leta: 13200 m (43300 ft)
- Hitrost vzpenjanja: 62 m/s (12220 ft/min)

Oborožitev

- Strelno orožje: ZVI Plamen PL-20 2×20 mm top
- Nosilci za orožje: skupaj 7, 3 pod vsakim krilom in 1 pod trupom, skupaj 2340 kg (5159 lb)
- Izstrelki: **Rakete zrak-zrak: AIM-9M Sidewinder, IRIS-T, ASRAAM
  - Rakete zrak-površje: AGM-65 Maverick
- Bombe: širok razpon, vodenih ali prostopadajočih bomb

Letalska elektronika

Grifo-L Radar